# Aurélien Collin
Pour les articles homonymes, voir Collin.
Aurélien Collin est un footballeur français né le 8 mars 1986 à Enghien-les-Bains. Il joue au poste de défenseur central.

## Biographie
Le parcours de footballeur d'Aurélien Collin est marqué par une grande instabilité. Il évolue dans de nombreux championnats européens.
Originaire de Fontenay-le-Fleury, il quitte l'Europe en 2011 et intègre la Major League Soccer et le Sporting de Kansas City. Il s'impose rapidement comme un titulaire indiscutable de l'équipe et est reconnu dès sa seconde saison comme un des meilleurs défenseurs de la ligue.
Le 1er octobre 2014, l'équipe du Sporting Kansas City est reçue à la Maison Blanche par le président Barack Obama. Celui-ci fait, à cette occasion, une remarque humoristique sur le costume d'Aurélien Collin, qui a lancé une marque de vêtements.
En décembre 2014, alors que la saison 2014 vient de se terminer, Aurélien rejoint Orlando City SC, nouvelle franchise de MLS en 2015, contre une allocation monétaire.
Insatisfait de son rendement au vu de son salaire, Orlando envoie Aurélien Collin aux Red Bulls de New York le 29 avril 2016 en échange d'un potentiel choix de 4e tour lors de la MLS SuperDraft 2017.

## Palmarès
- Sporting de Kansas City
  - Vainqueur de la US Open Cup en 2012
  - Vainqueur de la Coupe de la MLS en 2013
  - Sélectionné dans le onze de départ du Match des étoiles de la MLS 2012
  - Sélectionné dans le MLS Best XI 2012
  - Élu meilleur joueur (MVP) de la finale de MLS en 2013